# Pasquale Binazzi
Pasquale Binazzi (né à La Spezia, 12 juin 1873 et mort dans la même ville le 5 mars 1944) est un journaliste et anarchiste italien.

## Biographie
Pasquale Binazzi  est né à La Spézia en 1873. Fondateur de la camera del lavoro locale en 1901, il crée en juillet 1903 le journal Il Libertario, qu’il dirige sans interruption jusqu’à la destruction des locaux par les fascistes, ce qui provoquera l’arrêt de sa publication en 1922. Ce périodique atteint rapidement une portée nationale avec des pics de publication de dix mille exemplaires. Il reste comme l’un des vecteurs importants de la diffusion des thèmes chers au mouvement anarchiste comme l’anticléricalisme, l’antimilitarisme et la critique du capitalisme.